# 高崎市立城南小学校
高崎市立城南小学校（たかさきしりつ じょうなんしょうがっこう）は、群馬県高崎市新後閑町にある公立小学校。

## 沿革
※出典
| 1952年 | 高崎市立南小学校分校として4・5学年各7学級800名収容して開校 |
| 1953年 | 高崎市立城南小学校として認可開校、開校式及び入学式、校区：竜見町、下和田町2町内（南小校区より）PTA結成 |
| 1954年 | 新後閑町 琴平参道2カ所編入（佐野小校区より） |
| 1961年 | 講堂新築落成 |
| 1962年 | 校庭拡張 南側 196坪 |
| 1966年 | 体育館固定施設整備 |
| 1971年 | プール完成 |
| 1972年 | 職員室増築 |
| 1975年 | 体育小屋 外便所 石油保管庫新築 |
| 1976年 | 学校火災により西校舎３教室焼失、新校舎（特別教室）建築着工 |
| 1977年 | 新校舎完成 |
| 1981年 | 開校30周年記念行事実施 |
| 1983年 | 学校給食優良校文部大臣賞受賞 |
| 1984年 | 南校舎取り壊し、校庭整備 |
| 1985年 | 旧中校舎解体 6月新東校舎改築工事着工 |
| 1986年 | 旧中校舎解体 6月新東校舎改築工事着工新東校舎改築完成、教室等移動、体育小屋完成、小鳥小屋完成 5月岩石園完成 |
| 1987年 | 体育館完成 7月プール完成、正門完成、舗装工事 12月城南小学校改築記念式典 |
| 1988年 | 体育館完成 ７月プール完成、正門完成、舗装工事 12月城南小学校改築記念式典 |
| 1991年 | 才能開発実践教育長賞受賞 開校40周記念行事実施 |
| 1995年 | 「なかよし学級」設置 市指定環境教育発表 |
| 1996年 | ベルマーク100万点達成 |
| 1997年 | 市P連研究集会「環境教育」発表 |
| 1998年 | 「緑の少年団」に全児童加入 |
| 2000年 | 扇風機設置 10月「とんぼ池」設置 |
| 2001年 | 県より「新しい学校経営」英会話活動実践推進校（13・14年度） 市より特認校（英会話活動）として指定 |
| 2002年 | 開校50周年記念行事実施、福祉教育推進協力校（13・14・15年度） 学校週5日制完全実施 「小さな親切運動」あいさつ運動推進校（14年～17年） プール改修 8月パソコン40台設置、市P連研究集会「国際理解教育」発表 11月校区内に学校案内看板設置 |
| 2003年 | 「特色のある学校」研究指定 新１年生２クラス |
| 2004年 | 校長室前 池の改修 |
| 2005年 | 特色のある学校（英語活動）研究指定 |
| 2006年 | 県P連よりPTA活動に対して表彰 西校舎完成 第45日本学校歯科保健優良校表彰 群馬県健康推進学校表彰 群馬県良い歯の学校表彰 |
| 2007年 | 国研より「小学校における英語教育の在り方に関する調査研究」研究協力校指定 学校協力3プラン発足（放課後遊び、校内環境美化、読み聞かせ） 新しいパソコン40台設置 給食室改築                                                             |
| 2008年 | 「特色ある学級（英語活動）」研究指定 |
| 2009年 | 教育課程特例校指定 |
| 2011年 | 高崎市歯科保健賞受賞 市特認校制度終了 ｢特色ある学校｣研究指定(～24年度) |
| 2012年 | 開校60周年記念行事実施 |
| 2013年 | 「特色ある学校園（英語活動）」研究指定 |
| 2014年 | 「群馬県英語教育強化地域拠点事業」研究指定｣(～29年度) 普通教室エアコン設置工事、西校舎耐震補強工事(～11月) 高崎市学校保健優良学校受賞 群馬県健康推進学校優良賞受賞                                                                 |
| 2015年 | 群馬県よい歯と口の学校コンクール表彰 高崎市健康優良推進学校優良校表彰 |
| 2016年 | 平成28年度群馬県健康推進学校奨励校表彰 第63回市学校保健優良学校表彰 |
| 2017年 | 29年度群馬県健康推進学校優良校表彰 第64回市学校保健優良学校表彰 |
| 2018年 | 英語教育充実事業（高崎 英語 LeadingProject）指定校（～令和２年度） |
| 2019年 | 第66回市学校保健優良学校表彰 平成31年度群馬県健康推進学校優良校表彰 |
| 2020年 | コロナ禍により、臨時休校（2020年3月～5月） |
| 2021年 | 第68回高崎市学校保健優良校表彰 令和３年度群馬県健康推進学校優秀校表彰 第23回高崎市学校歯科保健賞奨励賞受賞 GIGAスクール構想（一人一台端末） 開校70周年記念式典・行事（Zoom)                                                        |
| 2022年 | 第69回高崎市学校保健優良校表彰 令和4年度群馬県健康推進学校優秀校表彰 青少年赤十字加盟校表彰（金枠感謝状） |

## 校歌
- 作詞：岡田刀水士
- 作曲：浜欽哉

## 校章
版籍奉還まで高崎城主（藩主）であった大河内家の家紋「三扇子」に、城南の文字を入れたもの。
「三扇子」が使われた理由は、高崎市を表すのにふさわしく、校区内に旧藩ゆかりの人たちがたくさん住んでいたため。

## 小学校通学区域
※出典
- 下和田町一丁目から五丁目
- 竜見町
- 和田多中町（1番5号から4番18号まで）
- 新後閑町

## アクセス
※出典
- 所在地：群馬県高崎市新後閑町301-1
- 電車最寄駅：南高崎駅（上信電鉄）・高崎駅（JR）
- バス最寄停留所：新後閑郵便局（市内循環バスぐるりん倉賀野線系統番号11・12）